# Solanum coquimbense
Solanum coquimbense es una especie de planta fanerógama perteneciente a la familia de las solanáceas. Es originaria de Chile.

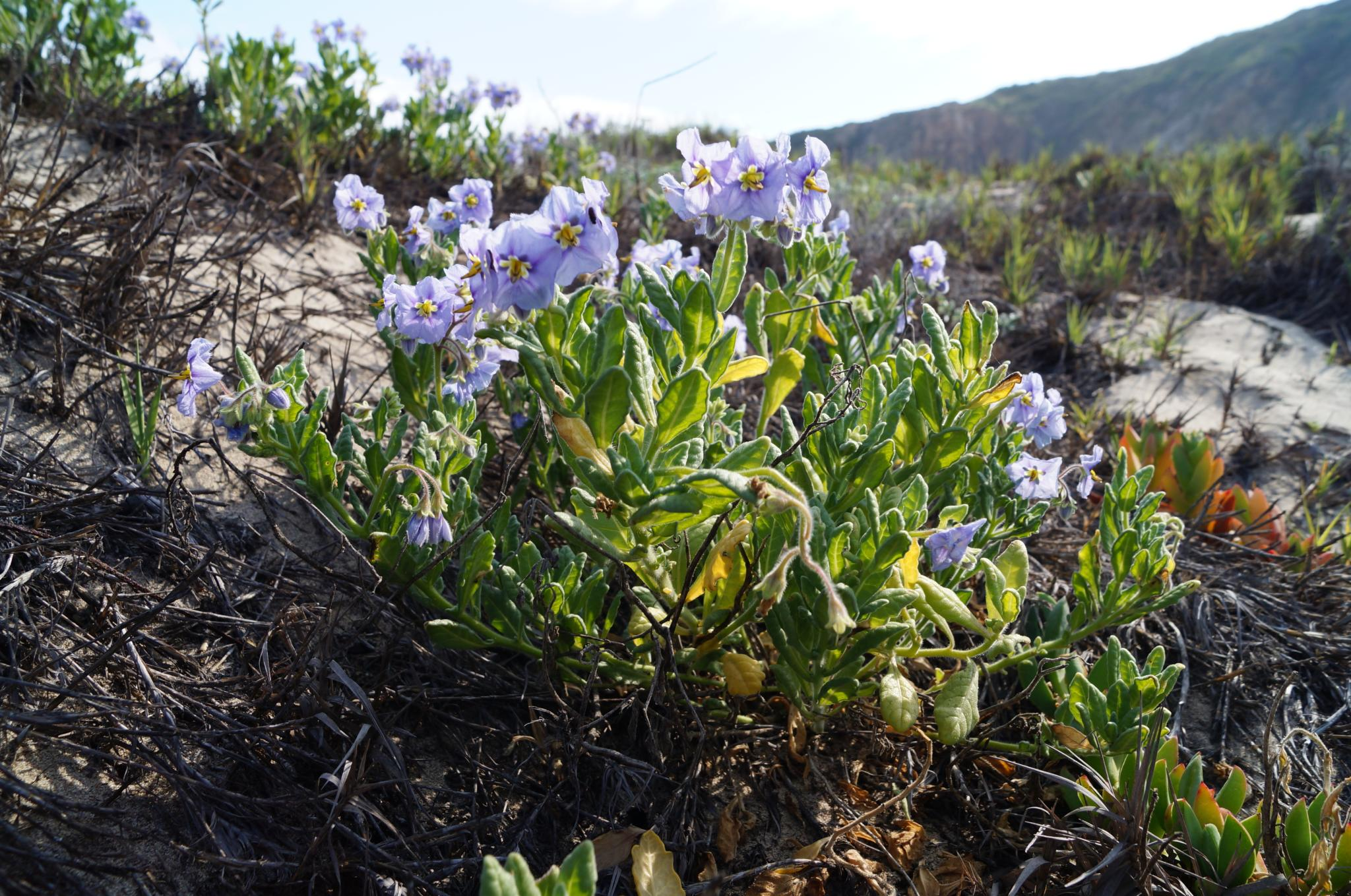
En su hábitat

## Taxonomía
Solanum coquimbense fue descrita por Jonathan Richard Bennett y publicado en Edinburgh J. Bot. 65(1): 91 (-92; fig. 7A-E, map). 2008
Etimología
Solanum: nombre genérico que deriva del vocablo Latíno equivalente al Griego στρνχνος (strychnos) para designar el Solanum nigrum (la "Hierba mora") —y probablemente otras especies del género, incluida la berenjena—, ya empleado por Plinio el Viejo en su Historia naturalis (21, 177 y 27, 132) y, antes, por Aulus Cornelius Celsus en De Re Medica (II, 33). Podría ser relacionado con el Latín sol. -is, "el sol", debido a que la planta sería propia de sitios algo soleados.
coquimbense: epíteto geográfico que alude a su localización en la Región de Coquimbo.